# ملیتو ایرپینو
ملیتو ایرپینو (به ایتالیایی: Melito Irpino) یک کومونه در ایتالیا است که در استان آولینو واقع شده‌است.

## خصوصیات
ملیتو ایرپینو ۲۰٫۷۱ کیلومترمربع مساحت و ۱٬۹۶۷ نفر جمعیت دارد و ۴۵۰ متر بالاتر از سطح دریا واقع شده‌است.